# Prunus pleuradenia
Prunus pleuradenia — це вид роду Prunus (Laurocerasus, іноді зарахований до Padus), що походить з островів Карибського басейну, зокрема з Малих Антильських островів. Також може бути рідною для Венесуели. Окремі екземпляри — це дерева невеликого або середнього розміру, що досягають 15 метрів. Деякі фахівці вважають її синонімом Prunus myrtifolia.